# Pàvel Gratxov
Pàvel Gratxov (Rvy, Unió Soviètica, 1 de gener de 1948 - Krasnogorsk, Rússia, 23 de setembre de 2012) va ser un polític i militar rus, amb el rang de General d'Exèrcit i nomenat Heroi de la Unió Soviètica.

## Biografia
Gratxov es va graduar a l'Institut de Tropes Aerotransportades de Riazan, a l'Acadèmia Militar Frunze i en l'Acadèmia de l'Estat Major.
Va prendre part en la Guerra de l'Afganistan (1978-1992), on va ser el comandant de la 103a Divisió Aerotransportada soviètica en els últims anys del conflicte.
El gener de 1991 va ser nomenat comandant de les Tropes Aerotransportades, càrrec que va abandonar l'agost per esdevenir viceministre primer del Ministeri de Defensa de la Unió Soviètica.
Durant un període a mitjans dels anys 1990, Grachev va ser un amic proper del  president rus Borís Ieltsin, i va ocupar el càrrec de Ministre de Defensa de la Federació Russa des de maig de 1992 fins a juny de 1996.
Grachev va prendre part en l'intent de cop d'estat d'agost de 1991 i en la crisi constitucional de 1993 a favor de  Ieltsin. També va tenir un paper destacat en l'inici de la Guerra de Txetxènia, prometent que acabaria amb l'intent d'independència amb l'ajuda de només dos regiments aerotransportats, una cita famosa que podria haver-li fet perdre el càrrec.
Se li ha acusat d'estar embolicat en casos de corrupció militar relatius a la retirada de les tropes soviètiques de la República Democràtica Alemanya, la qual cosa no s'ha demostrat en judici. Aquests casos van ser trets a la llum pel periodista d'investigació Dmitri Jolodov, el qual va ser assassinat mitjançant una maleta bomba el 1994.